# Johanneskirche (Simmersfeld)

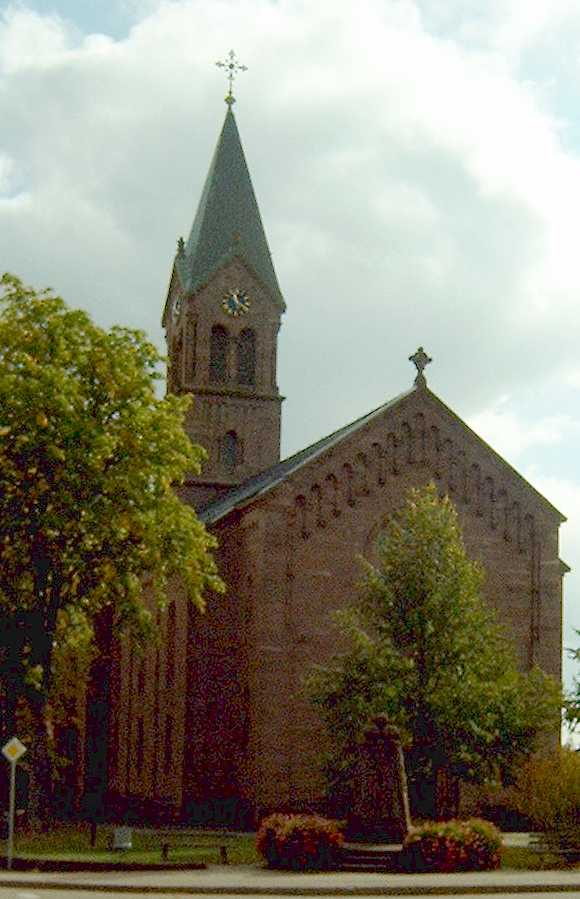
Johanneskirche in Simmersfeld

Die evangelische Johanneskirche steht in Simmersfeld, einer Gemeinde im Landkreis Calw in Baden-Württemberg. Das Bauwerk ist beim Landesamt für Denkmalpflege Baden-Württemberg als Baudenkmal eingetragen. Die Kirchengemeinde gehört zum Kirchenbezirk Calw-Nagold der Evangelischen Landeskirche in Württemberg.

## Beschreibung
Die neuromanische Saalkirche wurde 1886–1889 nach einem Entwurf von Karl von Sauter anstelle eines baufälligen Vorgängerbaus errichtet. Sie besteht aus einem Langhaus und einem Chorturm im Osten, dessen oberstes Geschoss hinter den als Biforien gestalteten Klangarkaden den Glockenstuhl mit drei Kirchenglocken beherbergt. In den darüber liegenden Giebeln sind die Zifferblätter der Turmuhr untergebracht. Die das Langhaus im Osten flankierenden Risalite  wirken wie ein kurzes Querschiff. In der eingezogenen Fassade im Westen befindet sich das Portal, über dem eine Fensterrose prangt. 
Der mit einem Tonnengewölbe überspannte Innenraum des Langhauses hat Emporen an drei Seiten. Eine Glasmalerei im Chor, also im Erdgeschoss des Chorturms, stellt den Guten Hirten dar.